# STS-61-B
STS-61-B (englisch Space Transportation System) ist die Missionsbezeichnung für einen Flug des US-amerikanischen Space Shuttle Atlantis (OV-104) der NASA. Der Start erfolgte am 27. November 1985. Es war die 23. Space-Shuttle-Mission und der zweite Flug der Raumfähre Atlantis.

## Mannschaft

### Hauptmannschaft
- Brewster Shaw (2. Raumflug), Kommandant
- Bryan O’Connor (1. Raumflug), Pilot
- Mary Cleave (1. Raumflug), Missionsspezialistin
- Sherwood Spring (1. Raumflug), Missionsspezialist
- Jerry Ross (1. Raumflug), Missionsspezialist
- Rodolfo Neri Vela (1. Raumflug), Nutzlastspezialist  Mexiko
- Charles Walker (3. Raumflug), Nutzlastspezialist, McDonnell Douglas

### Ersatz
- Ricardo Peralgta y Fabi für Neri Vela
- Robert Wood für Walker

## Missionsüberblick
Der Start der Mission erfolgte ohne jede Verzögerung, zum zweiten Mal wurde nachts gestartet.
Im Rahmen der Mission wurden drei Kommunikationssatelliten in ihre Umlaufbahn gebracht: MORELOS-B (Mexiko), AUSSAT-2 (Australien) und SATCOM KU-2. Ein weiteres Hauptziel waren Versuche zum Zusammenbau von Konstruktionselementen im freien Raum, im Hinblick auf den Bau der Internationalen Raumstation ISS. Dazu waren zwei Außenbordeinsätze von insgesamt zwölf Stunden und zehn Minuten Dauer nötig. Bei dieser Mission wurde auch die IMAX-Kamera mitgeführt.
Die Landung erfolgte eine Erdumkreisung früher als geplant in Edwards Air Force Base in Kalifornien. Die Verkürzung der Mission wurde aufgrund der Gewitterlage im Landeraum kurzfristig beschlossen; zudem setzte das Space Shuttle auf der Betonpiste auf, weil die normalerweise verwendete Naturpiste im ausgetrockneten See zu nass war. Atlantis wurde vier Tage später mittels eines Spezialflugzeuges nach Cape Canaveral, Florida zurücktransportiert.